# Kamienica przy Małym Rynku 3 w Krakowie
Kamienica przy Małym Rynku 3 – zabytkowa kamienica znajdująca się w Krakowie, w dzielnicy I przy Małym Rynku, na Starym Mieście. 

## Historia
Kamienica została wzniesiona na przełomie XIV i XV wieku. W XVIII wieku została połączona wnętrzami z sąsiednią Kamienicą Langerowską, jednak oba budynki zachowały odrębność administracyjną oraz odmienne elewacje. Od lat 70. XIX wieku do początków XX wieku mieściły one sklep kolonialny Barberowskich. W 1937 zlokalizowano w ich parterach miodosytnię „Pasieka”, założoną przez Feliksa Nawrockiego. Sale lokalu zostały ozdobione olejnymi polichromiami o tematyce historycznej autorstwa Erwina Czerwenki i Zygmunta Wierciaka, które zachowały się do dziś w jednym z pomieszczeń na zapleczu.
3 maja 1968 kamienica została wpisana do rejestru zabytków. Znajduje się także w gminnej ewidencji zabytków.